# Южная улица (Ломоносов)
Ю́жная улица — исчезнувшая, но официально не упразднённая улица в городе Ломоносове Петродворцового района Санкт-Петербурга. Проходит от Михайловской до Краснопрудской улицы.
Название появилось в 1950-х годах. Оно связано с тем, что улица находится в южной части города.
По данным РГИС, прежде на Южной улице находился как минимум один дом — № 2. К настоящему времени он снесён, и иных зданий на улице нет. Нет и проезжей части.